# دوستی (تاجیکستان)
دوستی، نام شهرکی است در تاجیکستان نزدیک به مرز افغانستان . خط آهن تاجیکستان - افغانستان از این شهرک می‌گذرد.